# Viracucha exilis
Viracucha exilis är en spindelart som först beskrevs av Cândido Firmino de Mello-Leitão 1936. 
Viracucha exilis ingår i släktet Viracucha och familjen Ctenidae. Inga underarter finns listade i Catalogue of Life.